# Orkestleider
Een orkestleider is een persoon die een orkest leidt. Als hij ook de rol van dirigent op zich neemt staat hij, meestal met een dirigeerstok, voor zijn orkest.
In de jazzwereld, in de swing, de easy listening en ook in de Argentijnse tango is het gebruikelijker dat de orkestleider of bandleider (Engels: bandleader) zelf meespeelt. De orkestleider neemt beslissingen over het aanstellen van de musici ('het personeel') die hij in 'zijn' orkest opneemt. Hij neemt beslissingen over de te spelen stukken en de wijze waarop deze uitgevoerd worden; de instrumentatie, het tempo, de toonhoogte en dergelijke. Bij concerten van klassieke muziek speelt de dirigent een grote rol en hij wordt op albums vrijwel altijd met name genoemd. In de jazz worden vaak de ensembles genoemd naar de naam van de orkestleider.